# Pickeringia montana
Pickeringia montana är en ärtväxtart som beskrevs av John Torrey och Asa Gray. Pickeringia montana ingår i släktet Pickeringia och familjen ärtväxter. Inga underarter finns listade i Catalogue of Life.

## Bildgalleri

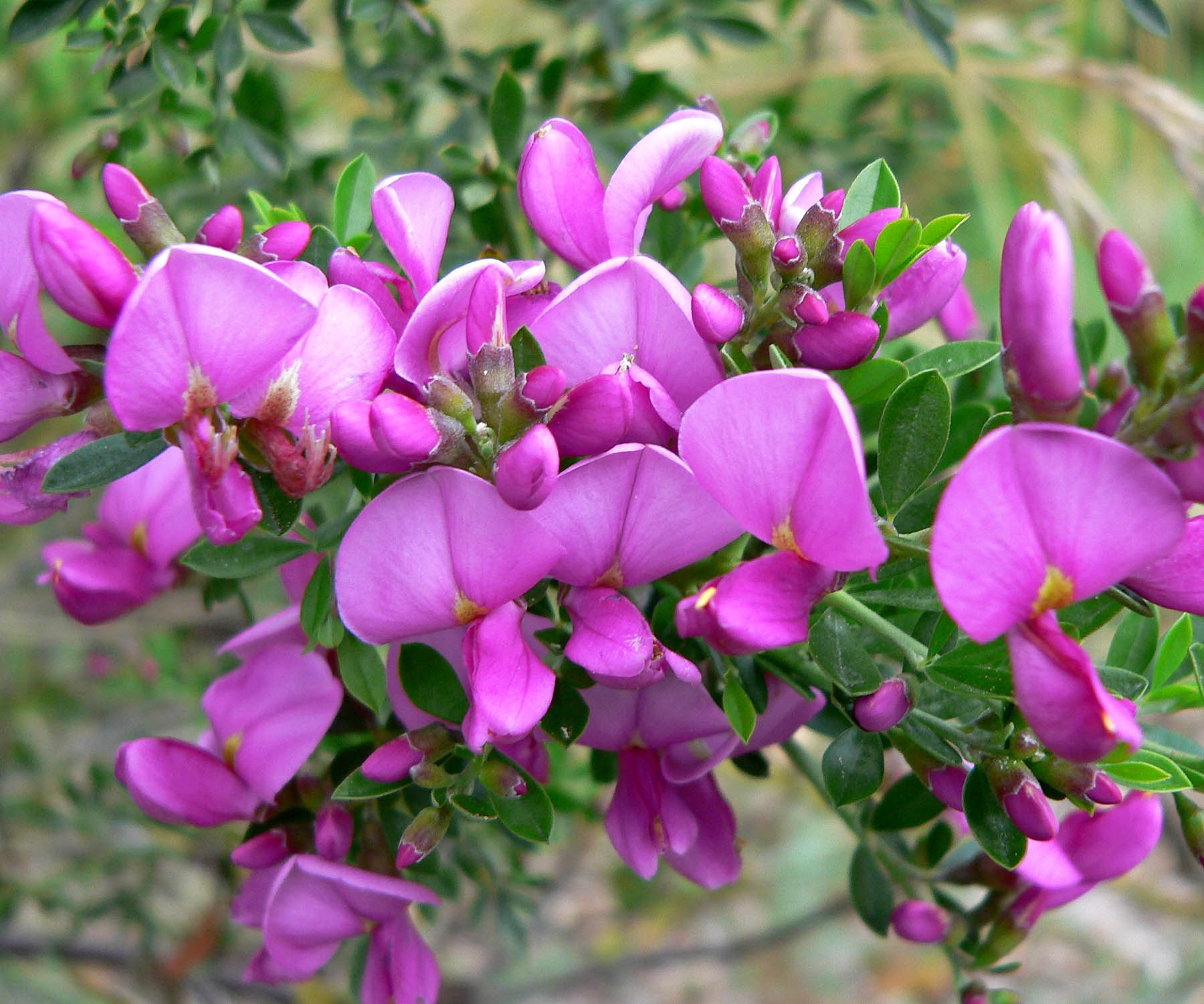
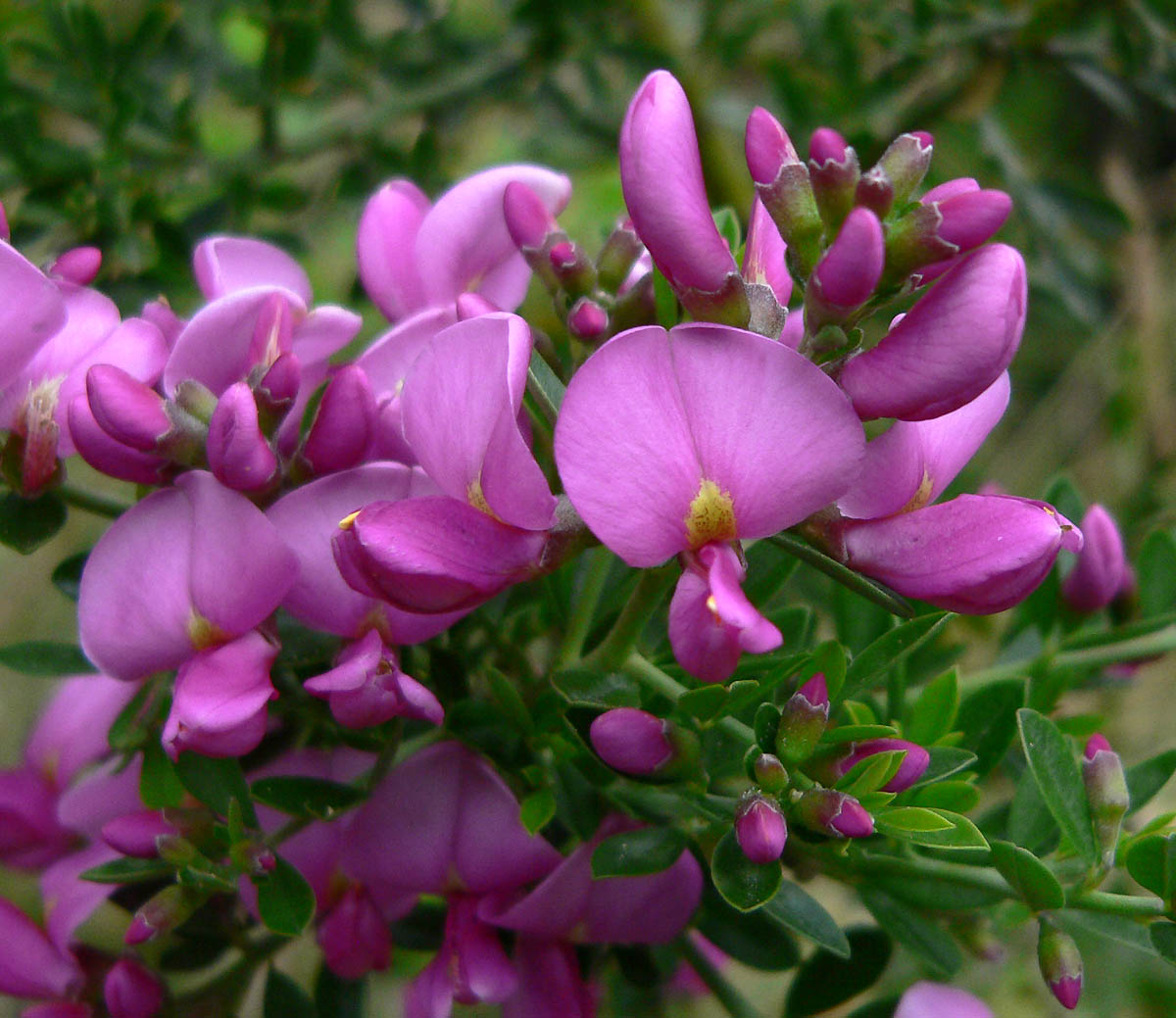
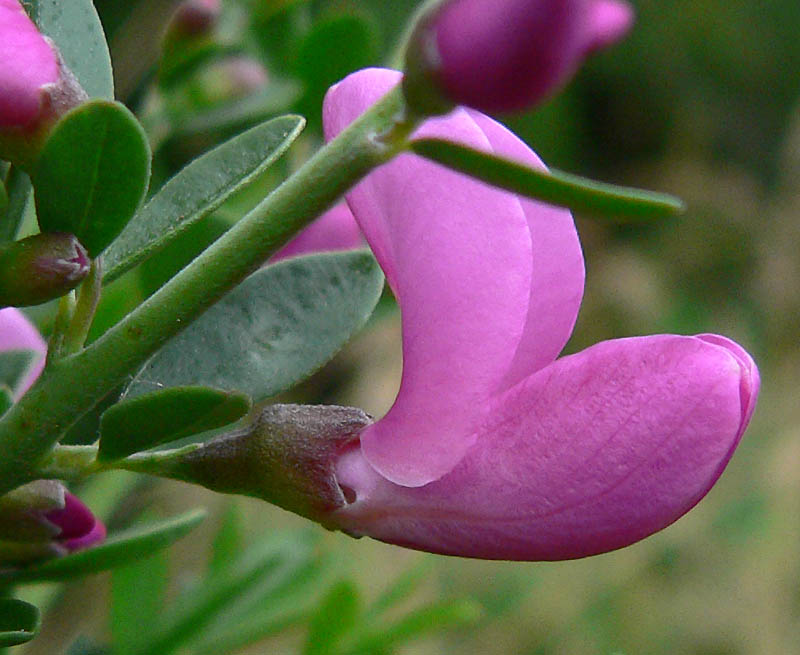
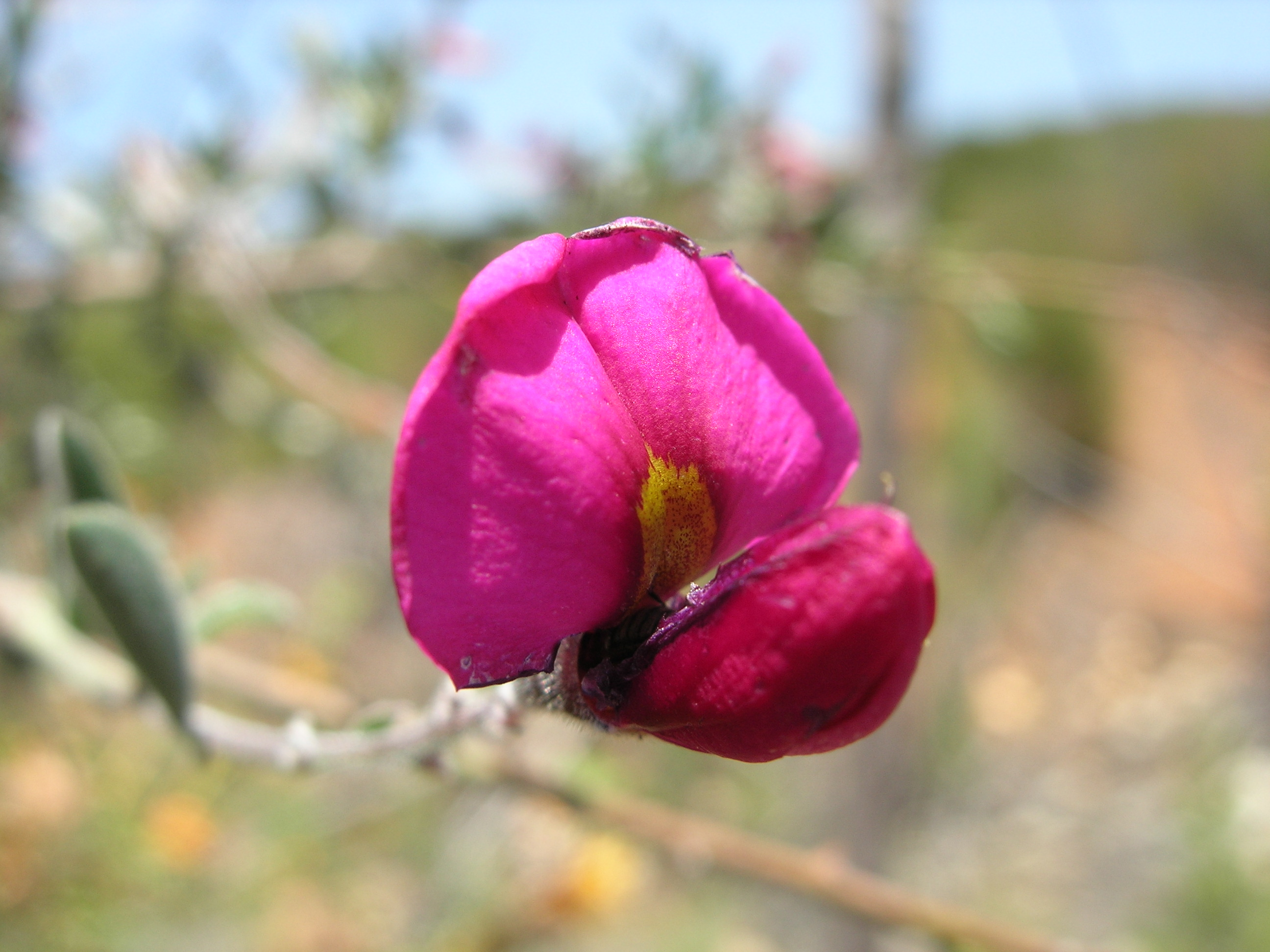